# Clorazione al break point
La clorazione al break point è il trattamento chimico dell'ammoniaca per mezzo del cloro.
L'effluente da depurare deve contenere un basso carico organico, ma un'alta concentrazione di ammoniaca, quindi esso non deve subire il processo di nitrificazione.

## Meccanismo
L'effluente viene trattato con cloro ad elevate concentrazioni sotto forma di acido ipocloroso, il quale miscelato efficacemente reagisce con l'ammoniaca, liberando azoto gassoso. 
{\displaystyle {\ce {2NH3\ +\ 3HClO->N2\uparrow \ +\ 3H2O\ +\ 3HCl}}}.
Viene prodotto anche dell'acido cloridrico ({\displaystyle {\ce {HCl}}}), il quale abbassa il pH, richiedendo quindi l'aggiunta di agenti alcalini, come per esempio l'idrossido di sodio ({\displaystyle {\ce {NaOH}}}) o l'ossido di calcio ({\displaystyle {\ce {CaO}}}).

## Applicazioni
Questo processo può trovare interessanti applicazioni come affinamento di un preventivo processo di rimozione dell'azoto, oppure per impianti piccoli o di carattere stagionale.

## Vantaggi
- Scarsa influenza del processo da parametri esterni quali temperatura e presenza di tossici.

## Svantaggi
- Costo elevato di esercizio dovuto all'uso del cloro
- Formazione di solidi disciolti (cloruri)
- Necessità della declorazione per eliminare il cloro residuo